# 21852 Боландер
21852 Боландер (21852 Bolander) — астероїд головного поясу, відкритий 7 жовтня 1999 року.
Тіссеранів параметр щодо Юпітера — 3,488.